# 물소
물소(영어: Bubalus bubalis)는 소과의 동물이다. 남아시아와 동남아시아 그리고 중국에서 주로 발견된다.
몸높이는 1.5-1.8m, 몸무게 720-800kg 정도이다. 머리는 비교적 길고 앞머리 부분이 높다. 일부는 가축화하여 농사에 이용한다. 뿔은 암수 모두 가지고 있으며 바깥쪽과 뒤쪽은 구부러져 거의 원을 이룬다. 뿔의 단면은 삼각형이고 윗면은 편평하고 뚜렷한 가로융기가 있다. 뿔의 길이는 2m 정도로 수평이다. 털은 매우 적고 짧으며 거칠다.
호수나 늪이 있는 초원에서 큰 무리를 지어 살며 주로 이른 아침이나 저녁에 먹이를 찾아다니고 낮에는 풀이 무성한 곳에서 되새김질을 하며 지낸다. 또한 외부 기생충 등을 방지하기 위해 자주 진흙 목욕을 한다. 무리는 암컷과 새끼들이 중심이 되고,수컷은 단독 또는 작은 무리를 지어 주변을 배회한다. 야생물소는 사나워서 큰 사자나 호랑이와 대적할 정도이다. 아시아물소는 오랜 옛날부터 논농사에 이용되었고, 아시아에서 대규모의 벼농사를 가능하게 해주었다.
번식기에는 수컷이 많은 암컷을 거느린다. 임신기간은 10-11개월이며, 한배에 한 마리의 새끼를 낳는다. 야생물소는 현재 무자비한 포획으로 그 수가 급격히 감소하였고 오래전부터 가축화되어 각지에서 사육되고 있다. 또 오스트레일리아 등지에서는 가축물소가 다시 야생화하여 약 20만 마리의 물소가 살고 있으나 사람들이 스포츠로, 또는 가죽과 물소고기를 목적으로 한 살육이 극심한 상황이다. 물소의 털가죽은 질기고 두꺼워서 좋은 가죽으로 사용된다. 또한 젖은 영양분이 풍부해서 가축소의 젖보다 지방이 많다. 물소의 천적은 호랑이, 아시아사자, 승냥이무리, 바다악어, 코모도왕도마뱀 등이다. 야생종은 네팔·아삼 등지이 분포한다.

## 분류
- 야생물소: 주로 말레이시아, 인도, 네팔에 분포
- 가축물소: 남아메리카, 북아프리카, 아시아에 분포

## 같이 보기
- 아프리카물소
- 인도혹소